# Lorena Blanco
Lorena Blanco (ur. 22 lipca 1977) – peruwiańska badmintonistka.
W roku 2003 zdobyła 2 brązowe medale, w grze pojedynczej i podwójnej kobiet, na igrzyskach panamerykańskich.
W 2004 reprezentowała swój kraj na igrzyskach w Atenach, startowała w grze pojedynczej kobiet – odpadła w 1/16 finału.